# Amphidamas (Tegea)
Amphidamas (altgriechisch Ἀμφιδάμας Amphidámas) ist eine Gestalt der griechischen Mythologie.
Er ist der Sohn des nemeischen Königs Lykurgos und der Kleophile oder Euronyme. Laut der Bibliotheke des Apollodor war er Vater des Meilanion und der Antimache (oder Admete), die Eurystheus heiratete.
Nach einem Scholion zur Ilias, das sich auf Hesiod beruft, war Amphidamas über eine Tochter Artibia (oder Antibia) der Großvater des Eurystheus. Nach anderen ist er der Sohn des Zeussohns Arkas und Vater entweder des Aleos oder des Lykurgos. Bei Pausanias schließlich und bei Apollonios Rhodios ist Amphidamas der Sohn des Aleos und Bruder des Lykurgos, des Kepheus und der Auge. In diesem Zusammenhang ist er auch Teilnehmer des Argonautenzugs, eine Fassung, die ebenso bei Hyginus überliefert wird.